# مائوریتسیو کالویزی
مائوریتسیو کالویزی (ایتالیایی: Maurizio Calvesi؛ زادهٔ ۱۹۵۴) فیلم‌بردار اهل ایتالیا است. وی از سال ۱۹۷۷ میلادی تاکنون مشغول فعالیت بوده‌است.
از فیلم‌ها یا مجموعه‌های تلویزیونی که وی در آن‌ها نقش داشته‌است، می‌توان به دردسرسازان، دیو و دلبر، شورشی، روزهای ترک و جدایی، کاپوت موندی، بوی شب، والس و من ناپلئون را کشتم اشاره نمود.
وی همچنین برندهٔ جوایزی همچون جایزه بالزان شده‌است.